# Episymploce bispina
Episymploce bispina är en kackerlacksart som först beskrevs av Bei-Bienko 1970.  Episymploce bispina ingår i släktet Episymploce och familjen småkackerlackor.
Artens utbredningsområde är Vietnam. Inga underarter finns listade i Catalogue of Life.